# Tremoschizodina
Tremoschizodina is een mosdiertjesgeslacht uit de familie van de Stomachetosellidae en de orde Cheilostomatida. De wetenschappelijke naam ervan is in 1921 voor het eerst geldig gepubliceerd door Duvergier.

## Soorten
- Tremoschizodina crassa Canu & Bassler, 1929

Niet geaccepteerde soorten:
- Tremoschizodina anatina Canu & Bassler, 1928 → Vitrimurella anatina (Canu & Bassler, 1928)
- Tremoschizodina fulgens Marcus, 1955 → Vitrimurella fulgens (Marcus, 1955)
- Tremoschizodina lata (Smitt, 1873) → Vitrimurella lata (Smitt, 1873)